# Simmerbach
Der Simmerbach ist ein etwa 57 Kilometer langer, in wechselnd südliche Richtungen laufender Fluss des Hunsrücks in den beiden rheinland-pfälzischen Landkreisen Rhein-Hunsrück und dann Bad Kreuznach. Auf den etwa 17 km seines Unterlaufs ab dem Zufluss des Lametbachs in Gemünden wird der Fluss auch Kellenbach genannt. Er mündet bei Simmertal von links in die Nahe.

## Name
Im Jahr 1072 wurde der Fluss erstmals urkundlich erwähnt („rivum … Simeram“). Die Deutung des Namens ist unsicher. Möglich wäre ein verwandtschaftlicher Zusammenhang mit dem altnordischen Wort simi „Meer“ oder eine Ableitung vom urkeltischen Verb *sem-o- „gießen“.
Der Unterlaufname Kellenbach leitet sich vermutlich von dem althochdeutschen Wort kela ab, das „Kehle“ oder im übertragenen Sinne „enges Tal“ bedeutet.

## Geographie

### Verlauf

#### Simmerbach
Der Simmerbach entspringt in etwa 511 m ü. NHN Höhe im Hunsrück etwa 1,5 km nordnordwestlich der Ortsmitte der Gemeinde Laudert im Oberweseler Hochwald und fließt zunächst durch Laudert und an der Gemeindegrenze des abseits liegenden Wiebelsheim entlang nach Südosten. Dann wendet er sich nach weniger als fünf Kilometern auf südwestlichen Lauf, der ihn durch Kisselbach und die Gebiete der Ortsgemeinden Steinbach und Budenbach, durch das wieder am Ufer liegende Bergenhausen und am rechtsseits Rayerschieder Gebiet gegenüberliegenden Pleizenhausen vorbeiführt. Nachdem er auch noch auf der Grenze des wieder fernliegenden Altweidelbachs gezogen ist, tritt er ins Gebiet der Kreisstadt Simmern/Hunsrück ein, wo nach bisher deutlich kleineren Bächen am unteren Ende der Siedlungsgrenze der auf seinem Gesamtlauf fast 14 km lange Külzbach von Nordnordwesten her zumündet.
Gleich danach wird er von der Bundesstraße 50 gekreuzt. Bisher in recht richtungsstabiler Talmulde mit kleinen Laufrichtungsänderungen fließend, läuft er nun in weiten Talschlingen und in mehr und mehr südlicher Richtung durch Ohlweiler, an den entfernt auf der rechten Hochfläche liegenden Orten Schönborn und Oppertshausen und an dem am linken Unterhang in einer Talschlinge liegenden Belgweiler vorbei. Nach dem mit seinem Siedlungskern auf einem linken Mäandersporn stehenden Ravengiersburg fließt der wieder 12 km lange Kauerbach von Nordnordwesten her zu.
Der Ort Womrath der nun ans rechte Ufer grenzenden Gemeinde liegt wiederum entfernt in einem Nebental. Nach weiteren Talschlingen durchfließt der Simmerbach nun das am Nordwestfuß des Soonwaldes liegende Gemünden, wo dem Fluss nun sein letzter, ebenfalls fast 12 km langer Zufluss Lametbach auf etwa 283 m ü. NHN nunmehr von links und Nordosten zufließt. Ab dort wird der Fluss auch Kellenbach genannt.

#### Kellenbach
Der Kellenbach fließt, von nun an bis zuletzt von der Bundesstraße 421 nah begleitet, an Gehlweiler am linken Ufer und Schlierschied entfernt rechts vorbei und durchläuft dann in südlicher bis südöstlicher Richtung sein Durchbruchstal durch den Soonwald, das den Großen Soon linksseits vom Lützelsoon rechtsseits trennt. Auf diesem etwa 17 km langen Abschnitt reicht der Höhenwald lange bis ans Ufer herab. Henau liegt entfernt im Großen Soon, das kleine Königsau liegt nach überschrittener Grenze zum Landkreis Bad Kreuznach am rechten Ufer, Kellenbach zum Teil auf einem umflossenen Westsporn.
Etwas nach diesem Ort ist der Fluss wieder Gemeindegrenze zwischen dem kleinen Heinzenberg an einer rechten Nebenbachmündung und Brauweiler links auf einem Höhenrücken. Diesem gegenüber steht das zu Hochstetten-Dhaun gehörende Schloss Dhaun auf einem Bergsporn rechts über dem Tal. Nach diesem tritt der Fluss ins Gemeindegebiet von Simmertal ein, an dessen südlicher Siedlungsgrenze der Kellenbach auf etwa 168 m ü. NHN in zuletzt südöstlicher Richtung in die Nahe einfließt, zwischen den größeren Nahetalorten Kirn naheauf- und Bad Sobernheim naheabwärts.

#### Gefälle
Der etwa 57,2 km lange Gesamtlauf aus Simmerbach und Kellenbach endet ungefähr 343 Höhenmeter unterhalb seiner Quelle, er hat somit ein mittleres Sohlgefälle von etwa 6 ‰. Von diesem Höhenunterschied entfallen mit 228 Meter etwa zwei Drittel auf den mit etwa 17 km weniger als ein Drittel der Gesamtlänge umfassenden Gewässerabschnitt des Kellenbachs.

### Zuflüsse
Im Folgenden wird eine Auswahl der Zuflüsse des Simmerbachs in der Reihenfolge von der Quelle zur Mündung genannt, die von der Wasserwirtschaftsverwaltung Rheinland-Pfalz geführt werden. Angegeben ist jeweils die orografische Lage der Mündung, die Länge, die Größe des Einzugsgebiets, die Höhenlage der Mündung und die Gewässerkennzahl.
| Name                                 | Lage   | Länge [km] | EZG [km²] | Mündung                      | Mündungshöhe [m ü. NHN] | GKZ      |
| ------------------------------------ | ------ | ---------- | --------- | ---------------------------- | ----------------------- | -------- |
| Bach aus dem Schneidewald            | links  | 1,7        | 2,315     | vor Kisselbach               | 409                     | 2544-12  |
| Eichbach                             | rechts | 1,5        | 2,647     | nach Kisselbach              | 388                     | 2544-14  |
| Grundbach                            | rechts | 7,7        | 24,723    | gegenüber Steinbach          | 379                     | 2544-2   |
| Grundbach                            | rechts | 4,2        | 7,868     | nahe Budenbach               | 369                     | 2544-34  |
| Benzweiler Bach                      | links  | 5,7        | 25,124    | gegenüber Pleizenhausen      | 354                     | 2544-36  |
| Rinkenbach                           | links  | 3,6        | 6,118     | vor Simmern                  | 341                     | 2544-38  |
| Külzbach                             | rechts | 13,8       | 62,829    | Ortsende Simmern             | 323                     | 2544-4   |
| Reichenbach                          | links  | 2,9        | 6,159     | Ortsende Simmern             | 322                     | 2544-52  |
| Holzbach                             | links  | 3,0        | 3,630     | in Ohlweiler                 | 318                     | 2544-54  |
| Verschbach                           | links  | 1,6        | 1,808     | nach Ohlweiler               | 315                     | 2544-552 |
| Bustebach                            | links  | 1,4        | 1,000     | vor Belgweiler               | 312                     | 2544-56  |
| Erschbach                            | links  | 2,4        | 1,948     | in Belgweiler                | 310                     | 2544-572 |
| Gartenbach                           | links  | 2,9        | 3,019     | vor Ravengiersburg           | 308                     | 2544-58  |
| Kauerbach                            | rechts | 12,0       | 48,867    | nach Ravengiersburg          | 299                     | 2544-6   |
| Sülzbach                             | rechts | 5,6        | 8,412     | vor Womrath-Langenauermühle  | 299                     | 2544-72  |
| Rolzbach                             | rechts | 4,4        | 4,941     | nach Womrath-Wallenbrück     | 299                     | 2544-74  |
| Scheidbach                           | rechts | 4,8        | 6,470     | in Panzweiler                | 290                     | 2544-76  |
| Lametbach                            | links  | 11,7       | 58,150    | in Gemünden                  | 283                     | 2544-8   |
| Rohrbach oder Angelbach              | rechts | 4,1        | 7,354     | vor Gehlweiler               | 271                     | 2544-92  |
| Schlierschieder Bach oder Horelsbach | rechts | 3,1        | 3,209     | nach Gehlweiler              | 267                     | 2544-932 |
| Asbach                               | links  | 4,3        | 10,791    | nach Königsau                | 231                     | 2544-94  |
| Weitersbach                          | links  | 1,6        | 5,204     | bei Kellenbach-Gerhardsmühle | 222                     | 2544-952 |
| Mottelbach                           | rechts | 3,1        | 6,594     | nach Kellenbach              | 209                     | 2544-96  |
| Heinzenbach                          | rechts | 2,0        | 2,185     | in Heinzenberg               | 202                     | 2544-972 |
| Wiesbach                             | links  | 1,8        | 2,361     | nahe Brauweiler              | 193                     | 2544-98  |
| Apfelbach                            | links  | 3,2        | 3,173     | in Simmertal                 | 179                     | 2544-992 |

## Flora und Fauna
Der Simmerbach fließt durch extensiv genutzte Talwiesen, am Ufer stehen vor allem Weiden und Erlen, die heute kaum noch wirtschaftlich genutzt werden.
Graureiher und Stockenten sind die häufigsten Wasservögel im Bachtal. Zwischen Simmern und Ravengiersburg wurden in jüngster Zeit zugewanderte Einzelexemplare des Bibers beobachtet.
Am Unterlauf Kellenbach im Bereich des Soonwalddurchbruchs wird das Tal enger, mit Eichen und Hainbuchen bewaldete Hänge grenzen unmittelbar an den Bach. An diesem schnell fließenden Gewässer haben auch die Wasseramsel und der Eisvogel einen Lebensraum.

## Wassersport
Der Soonwalddurchbruch zwischen Gehlweiler und Königsau ist eine attraktive Wildwasser-Kajakstrecke in Rheinland-Pfalz. Zahlreiche Wehranlagen stauen den Bach über kurze Strecken auf.